# 11011 KIAM
11011 KIAM eller 1981 UK11 är en asteroid i huvudbältet som upptäcktes den 22 oktober 1981 av den rysk-sovjetiske astronomen Nikolaj Tjernych vid Krims astrofysiska observatorium på Krim. Den har fått sitt namn efter en gren av Rysslands Vetenskapsakademi.
Asteroiden har en diameter på ungefär 4 kilometer och den tillhör asteroidgruppen Nysa.